# Parteno (figlia di Crisotemi)
Parteno (in greco antico: Παρθένος?, Parthénos, "Vergine") è un personaggio della mitologia greca.

## Mitologia
Parteno era figlia di Stafilo e Crisotemi e sorella di Emitea (conosciuta anche come Molpadia) e Reo.
Dopo un tentativo di suicidio, lei e Molpadia furono portate da Apollo a Cherson, città dove Parteno divenne una dea locale.
Anche Strabone e Stefano di Bisanzio citano una dea oscura di nome Parteno come divinità venerata nelle zone di Cherson nei tempi successivi.
Secondo la versione di Igino, il padre era invece Apollo, e dopo la sua morte, fu portata dal dio in cielo, dove divenne la costellazione della Vergine.